# Shoda Shoyu Stadium Gunma
Das Shoda Shoyu Stadium Gunma (jap. 正田醤油スタジアム群馬), auch bekannt als Gunma Shikishima Athletic Stadium, ist ein 1951 eröffnetes Fußballstadion mit Leichtathletikanlage in der japanischen Stadt Maebashi in der Präfektur Gunma. Es ist die Heimspielstätte des Fußballvereins Thespakusatsu Gunma, der momentan in der J2 League, der zweithöchsten Liga des Landes, spielt. Das Stadion hat ein Fassungsvermögen von 15.253 Personen.
Am 1. Juni 2008 erwarb der Sojasaucenhersteller Shoda Shoyu die Namensrechte an dem Stadion.

## Galerie

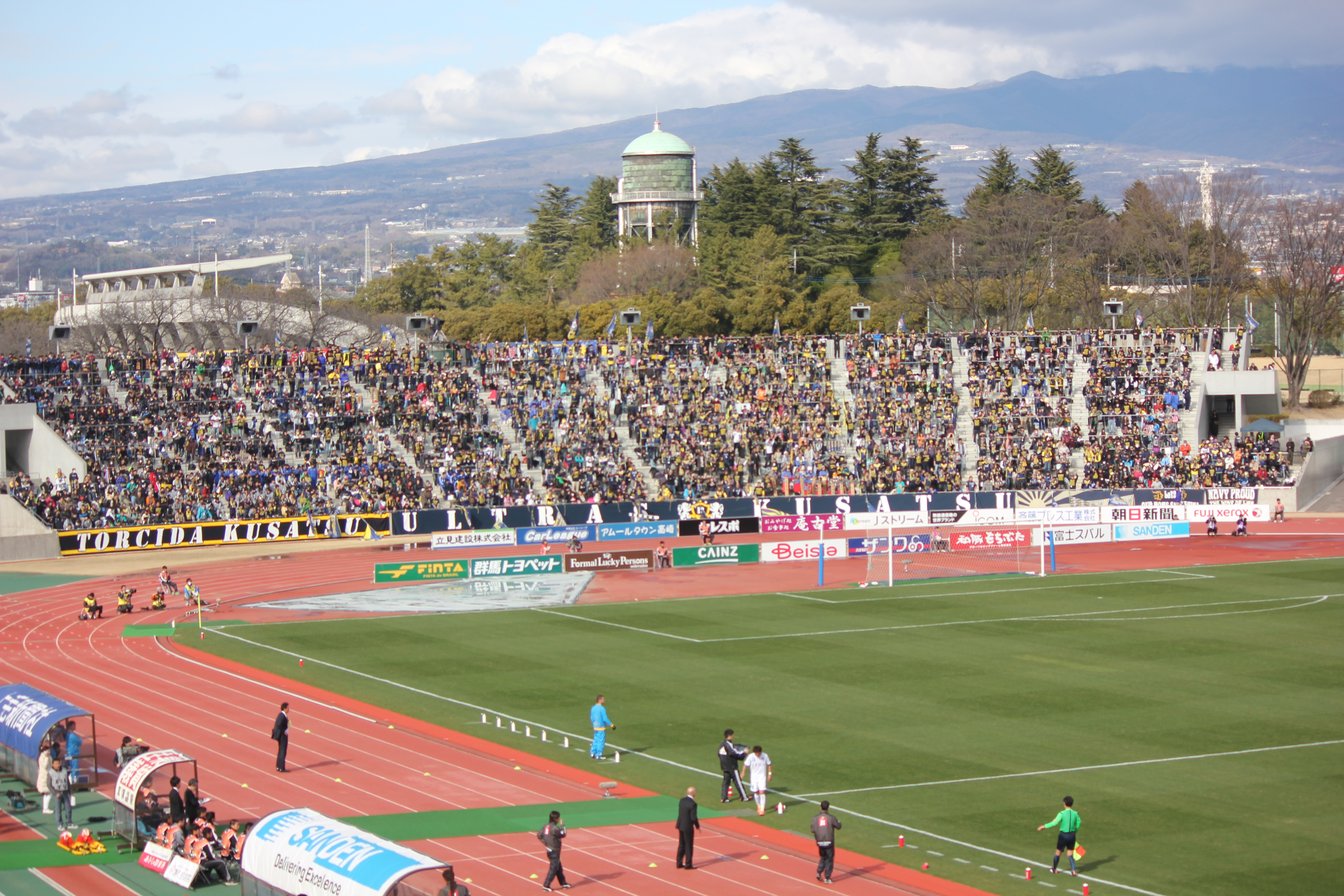
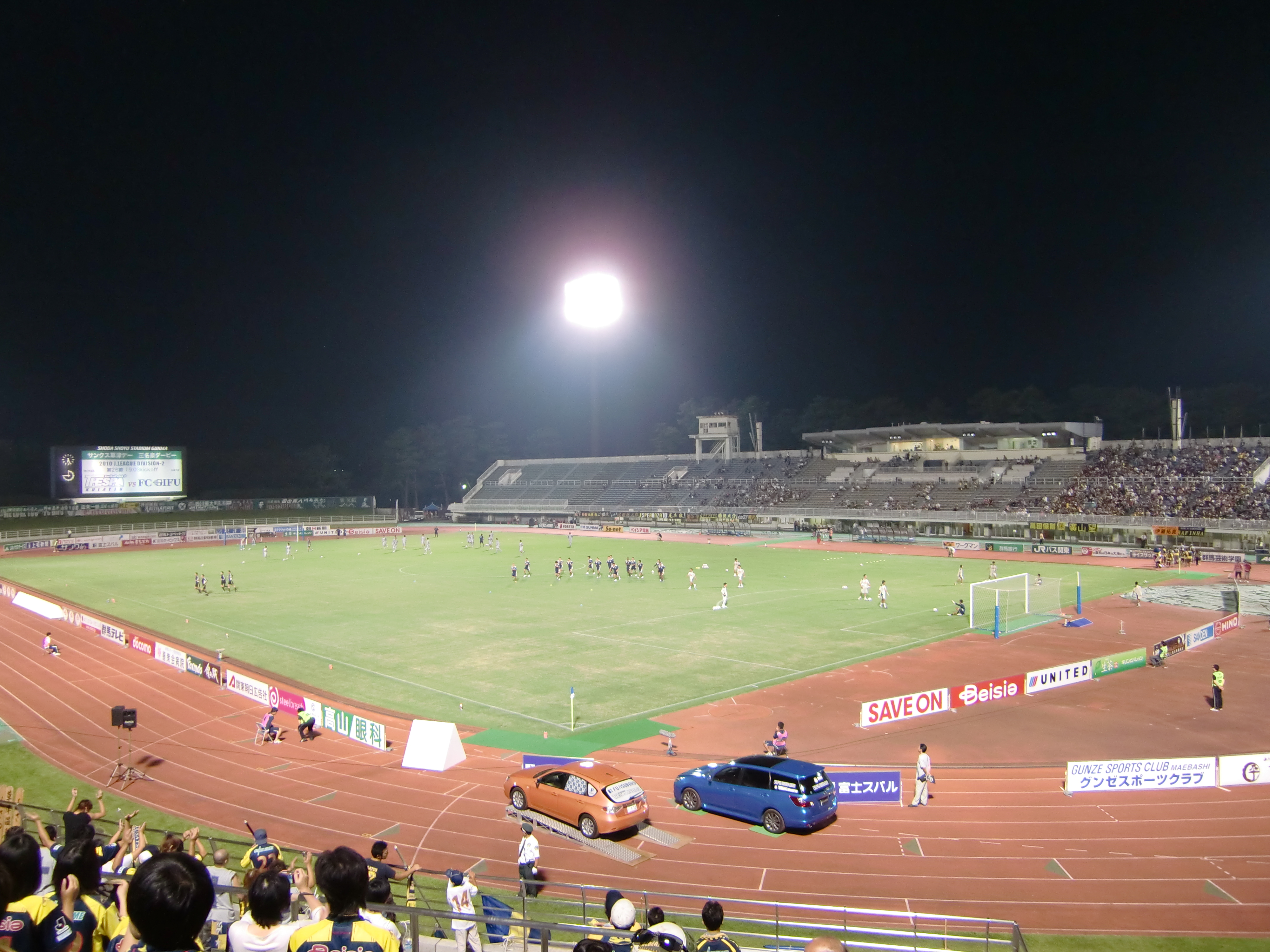
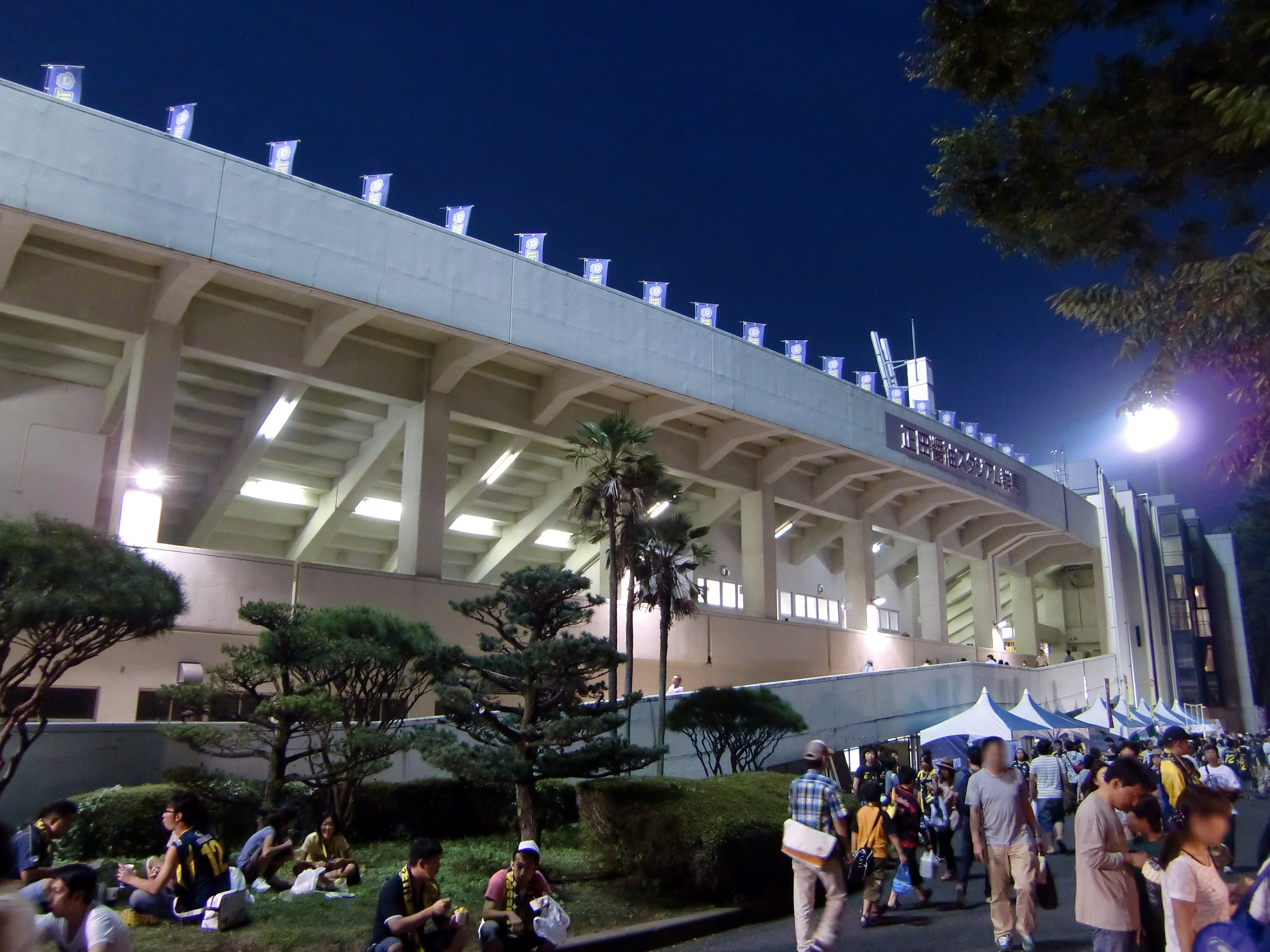